# Maria Andrejczyk
Maria Andrejczyk (Suwalki, Polonia, 9 de marzo de 1996) es una atleta polaca que compite en la modalidad de lanzamiento de jabalina. Ha sido Campeona de Europa júnior en los Juegos celebrados en Eskilstuna (Suecia) en 2015. 
Su primera participación olímpica fue en Río 2016, donde llegó a la final y quedó cuarta en la clasificación general. En estos Juegos consiguió su mejor récord personal y estableció para Polonia un nuevo récord nacional en lanzamiento de jabalina con un tiro de 67,11 metros en la fase clasificatoria. Superaría su marca en mayo de 2021, al conseguir un lanzamiento de 71,40 metros. En los Juegos Olímpicos de Tokio 2020, obtuvo el puntaje más alto en la etapa clasificatoria, y en la final ganó la medalla de plata con un lanzamiento de 64,61 metros.

## Carrera
Empezó en el mundo del atletismo especializándose en el lanzamiento de jabalina en 2010, año en que entra en el club Uczniowskim Klubie Sportowym. Desde el año 2012, y hasta la actualidad, representa al club LUKS Hańcza Suwałki bajo el entrenamiento de Karol Sikorski.
En 2013 participó en el Campeonato Mundial Juvenil de Atletismo que se celebró en la ciudad de Donetsk, donde quedó en el puesto 26º, lejos de la final.
En el Campeonato Mundial Junior de Atletismo de 2014, celebrado en Eugene (Oregón), mejoró su desarrollo deportivo y consiguió alcanzar el quinto puesto.
Para 2015, Maria Andrejczyk fue convocada para participar en el Campeonato Mundial de Atletismo de Pekín, donde no consiguió clasificarse para la final y terminó en el puesto 28.º. En cambio, Campeonato Europeo Júnior de Eskilstuna (Suecia) logró proclamarse campeona de su especialidad.
En julio de 2016 participó en el Campeonato Europeo de Atletismo de Ámsterdam. Volvió a quedar fuera de la final, en el decimotercer puesto.
En agosto de ese mismo año, formó parte del equipo de atletismo polaco en los Juegos Olímpicos de Río de Janeiro 2016. En la fase clasificatoria, Andrejczyk logró un tiro de 67,11 metros, lo que un nuevo récord nacional de Polonia. Una vez dentro de la final, Maria Andrejzcyk se quedó fuera del podio al quedar cuarta con una marca de 64,78 metros, a tan solo dos centímetros del bronce que fue para la plusmarquista mundial, Barbora Špotáková.
En 2017 se le diagnosticó un cáncer óseo que la tuvo apartada de la competición durante un año, tras lo cual tardó un tiempo en recuperar su nivel competitivo.
El 9 de mayo de 2021, en la Copa Europea de Lanzamiento, celebrada en la ciudad croata de Split, consiguió una marca de 71,40 m, tercera mejor mundial de todos los tiempos tras la plusmarquista mundial, la checa Barbora Špotáková (72,28 m), y la cubana Osleidys Menéndez (71,70 m).
En el verano de 2021 compitió en los Juegos Olímpicos de Tokio, postergados un año a consecuencia de la pandemia por el coronavirus. Tras obtener el lanzamiento más largo de la clasificación, en la final ganó la medalla de plata con un lanzamiento de 64,61 metros. Posteriormente subastó su medalla para ayudar a sufragar los gastos médicos de un bebé enfermo, si bien la cadena de supermercados que ganó la subasta se la devolvió.

### Vida personal
Desde finales de 2018 mantiene una relación sentimental con el entrenador Marcin Rosengarten.

## Resultados en competición

### Por temporada
| Representando a Polonia | Representando a Polonia                     | Representando a Polonia | Representando a Polonia | Representando a Polonia |
| ----------------------- | ------------------------------------------- | ----------------------- | ----------------------- | ----------------------- |
| Año                     | Competición                                 | Lugar                   | Puesto                  | Marca                   |
| 2013                    | Campeonato Mundial Juvenil de Atletismo     | Donetsk                 | 26ª                     | 45,14 m.                |
| 2014                    | Campeonato Mundial Junior de Atletismo      | Eugene                  | 5.ª                     | 53,66 m.                |
| 2015                    | Campeonato Mundial de Atletismo             | Pekín                   | 28ª                     | 56,75 m.                |
| 2015                    | Campeonato Europeo Júnior                   | Eskilstuna              | 1.ª                     | 59,73 m.                |
| 2016                    | Campeonato Europeo de Atletismo             | Ámsterdam               | 13.ª                    | 57,93 m.                |
| 2016                    | Juegos Olímpicos                            | Río de Janeiro          | 4.ª                     | 64,78 m.                |
| 2016                    | Liga de Diamante 2016                       | Lausana                 | 8.ª                     | 53,49 m.                |
| 2019                    | Copa europea de lanzamiento                 | Šamorín                 | 1.ª                     | 60,56 m.                |
| 2019                    | Campeonato Europeo de Atletismo por Equipos | Bydgoszcz               | 2.ª                     | 63,69 m.                |
| 2019                    | Campeonato Mundial de Atletismo             | Doha                    | 22.ª                    | 57,68 m.                |
| 2021                    | Copa europea de lanzamiento                 | Split                   | 1.ª                     | 71,40 m.                |
| 2021                    | Juegos Olímpicos                            | Tokio                   | 2.ª                     | 64,61 m.                |
| 2022                    | Campeonato Mundial de Atletismo             | Eugene                  | 21.ª                    | 55,47 m.                |
| 2024                    | Juegos Olímpicos                            | París                   | 8.ª                     | 62,44 m.                |

### Mejores marcas
| Disciplina              | Marca (m.) | Lugar | Fecha | Notas           |
| ----------------------- | ---------- | ----- | ----- | --------------- |
| Lanzamiento de jabalina | 71,40      | Split | 2021  | Récord nacional |